# Сотапанна
 В буддизме сотапанна (пали sotāpanna), шротапанна (санскр. śrotāpanna), «вошедший в поток» — это человек, который познал Дхамму и, следовательно, отбросил первые три оковы (пали saŋyojana), которые связывают существо с перерождением, а именно: воззрение о существовании Я (пали sakkāya-diṭṭhi), привязанность к обрядам и ритуалам (пали sīlabbata-parāmāsa) и скептическое сомнение или неуверенность, особенно в пробуждении Будды (пали vicikicchā). 
Слово сотапанна буквально означает «тот, кто вошел (пали āpanna) в поток (пали sota)». Потоком метафорически назван Благородный восьмеричный путь, ведущий к Ниббане. Вхождение в поток (пали sotāpatti) — первая из четырёх стадий просветления в буддизме.

## Достижение
Первый момент достижения называется путём вхождения в поток (пали sotāpatti-magga), когда происходит разрушение первых трёх оков. Человека, испытавшего это, называют вошедшим в поток или победителем потока (пали sotāpanna).
Говорят, что сотапанна достигает интуитивного постижения Дхаммы, эта мудрость называется правильным воззрением (пали sammā diṭṭhi). Непоколебимая вера (убеждённость) в Будду, Дхамму и Сангху считается одной из четырёх характеристик победителя потока (пали sotāpannassa angāni). Говорят, что у сотапанны «открыт глаз Дхаммы» (пали dhammacakka), поскольку он осознал, что всё, имеющее начало, имеет и конец (непостоянство).
Сотапанна в момент обретения плода своего пути (пали sotāpatti-phala) впервые видит проблеск своей цели — необусловленный элемент, асанкхату. Когда же вошедший в поток постигает Ниббану и, таким образом, подтверждает уверенность в ней, он становится арахантом и, говоря метафорически, может «напиться воды из колодца, встретившегося на пустынной дороге».  Сотапанна может заявить о себе так:
Я тот, кто покончил с адом, покончил с миром животных, покончил с обителью страдающих духов, покончил с состояниями лишений, с плохими уделами, с нижними мирами. Я – вступивший в поток, не прикованный более к нижним мирам, непреклонный в своей участи, устремлённый к просветлению
Для вступившего в поток остаётся три правильных пути (пали sammatta niyāma): однажды возвращающийся (сакадагами), невозвращающийся (анагамин) и архат. Его просветление в качестве ученика Благородных (пали ariya-sāvaka) становится неизбежным в течение семи жизней в мире богов и людей; если же он прилежен (пали appamatta, appamāda) в практике наставлений Учителя (пали satthāra), он может полностью пробудиться в нынешней жизни. В будущем ему предстоит пережить мало страданий.
Ранние буддийские тексты (например, Ратана сутта Стн 2.1) говорят, что вступающий в поток больше не будет рождаться в животной утробе, в адских мирах и в мире голодных духов. Пути к несчастливым местам перерождения (пали duggati) для него закрыты.
Согласно теории Тхеравады буддизма, в течение 5000 лет после Паринирваны Будды Шакьямуни практика четырех сатипаттхана (четырех внимательностей) все еще может привести к достижению Сотапанна и Архата, причем практика четырех сатипаттхана является единственным методом пробуждения.

### Три оковы
В Палийском каноне качества сотапанны описаны следующим образом:
...есть монахи, которые отбросили три нижних оковы. Все они вступившие в поток, непреклонные, неподверженные более неблагим мирам, направляющиеся к просветлению. Вот как Дхамма хорошо провозглашена мною – чистая, открытая, очевидная, цельная и не сшитая из лоскутов.
Сотапанна устраняет три оковы:
1. Воззрение о  Я — веру в некую неизменную и независимую субстанцию или в то, что составное (пали sankhata) может быть вечным в пяти совокупностях (форма, чувства, восприятие, намерение, узнавание), и, таким образом, обладать «Я» или «моё». Сотапанна на самом деле не имеет представления о себе (пали sakkāya-ditthi), поскольку эта доктрина является тонкой формой привязанности[24].
2. Привязанность к обрядам и ритуалам — представление о том, что человек может очиститься, просто выполняя ритуалы (жертвоприношения животных, омовение, воспевание и т. д.), придерживаясь жесткого морализма или полагаясь на бога в ожидании беспричинного деяния (пали issara nimmāna). Сотапанна понимает, что освобождения можно достичь только с помощью практики Благородного восьмеричного пути. Это устранение представления о том, что есть короткие пути к совершенствованию всех добродетелей.
3. Скептическое сомнение — в отношении Будды, его учения (Дхаммы) и его сообщества (Сангхи). Сотапанна устраняет эти оковы, лично переживая истинную природу реальности через понимание, и это понимание подтверждает истинность учения Будды. Прозрение устраняет сомнение, потому что это форма видения (пали dassana), которая позволяет человеку знать (пали ñāṇa).

### Омрачения
Согласно палийскому комментарию, сотапанна в конечном итоге оставляет шесть типов омрачений и более не совершает никаких серьёзных проступков, обусловленных следующими качествами:
1. Завистью
2. Ревностью
3. Лицемерием
4. Мошенничеством
5. Клеветой
6. Тиранией

### Перерождение
Сотапанне не грозит впадение в состояние страдания (он не родится животным, голодным духом или адским существом). Похоть, ненависть и заблуждения у него не имеют достаточной силы, чтобы вызвать перерождение в низших мирах. Сотапанна должен будет переродиться ещё не более семи раз в человеческом или небесном мире, прежде чем достигнет Ниббаны. Но сотапанне необязательно перерождаться ещё семь раз, так как ревностный практикующий может продвинуться к более высоким ступеням в той же жизни, в которой он/она достигает уровня входящего в поток, прилагая устремление и настойчивые усилия для достижения конечной цели — Ниббаны.
Согласно Будде, сотапанны делятся на три типа, которые можно классифицировать в зависимости от их возможных перерождений:
1. Тот, кто после максимум семи странствий и скитаний среди дэвов и людей положит конец страданиям (пали sattakkhattu-parama).
2. Тот, кто, после двух или трёх странствий и скитаний по хорошим семьям положит конец страданиям (пали kolankola).
3. Тот, кто, переродившись ещё один раз человеком, положит конец страданиям (пали eka-bījī).

### Шесть невозможных действий
Сотапанна не может совершить шесть неправильных действий: 
1. Убить собственную мать.

1. Убить собственного отца.
2. Убить араханта .
3. Злонамеренно ранить Будду до крови.
4. Умышленно создать раскол в монашеской общине.
5. Взять другого Учителя (кроме Будды).

## Текстовые ссылки

### Сутты
Будда много раз благосклонно отзывался о сотапанне, и, хотя это лишь самый «младший» из членов «ария сангхи», все другие члены сангхи приветствуют сотапанну за практику на пользу и во благо других. В литературе «ария сангха» описывается как «четвёрка», когда её рассматривают как пары, и как «восьмёрка», когда речь идёт об индивидуальных типах. Это относится к четырем надмирским плодам (достижениям, пали phala) и соответствующим четырем надмирским путям (тех, кто практикует достижение этих плодов, пали magga).
Сангха учеников Благословенного, идущих по хорошему пути, идущих по прямому пути, идущих по верному пути, идущих по правильному пути, другими словами, четыре пары или восемь типов личностей – это Сангха учеников Благословенного: достойная даров, достойная гостеприимства, достойная подношений, достойная уважения, непревзойдённое поле заслуг для мира.Патхама маханама сутта. Ангуттара-никая 11.11
Это называется «памятование о Сангхе» ( пали sanghanussati). Раздел Самъютта-никаи Саньютта-самъютта 55 посвящён сотапаннам и их достижениям.

### Дхаммапада
Из стиха 178 Дхаммапады:
Достижение плода вступления в поток лучше, чем единовластное правление на земле, [лучше], чем уход на небеса, [лучше], чем владычество над целым миром.